# Chrissy Teigen
Christine Diane Teigen (/ˈtiːɡən/; Delta, Utah, 30 de noviembre de 1985), conocida como Chrissy Teigen, es una actriz y modelo estadounidense de ascendencia noruega y tailandesa. Hizo su debut en Sports Illustrated Swimsuit Issue en 2010 y junto a Nina Agdal y Lily Aldridge apareció en la portada en 2014. Es copresentadora del programa de televisión Lip Sync Battle con LL Cool J en Spike TV y se unió al programa diurno de entrevistas FABLife.

## Primeros años
Teigen Nació en Delta, Utah. Su padre es de ascendencia noruega, y su madre es tailandesa. El padre de Teigen trabajaba como electricista y la familia se mudaba a menudo. Después de vivir en Hawái, Idaho y Seattle, la familia se asentó en Huntington Beach, California, cuando Teigen era una adolescente. Fue descubierta por un fotógrafo mientras trabajaba en una tienda de surf.

## Carrera
Mundialmente es representada por IMG Models en Nueva York. Se convirtió en IGN Babe en 2004 y en modelo sustituta en Deal or No Deal durante 2006–2007. En julio de 2007, apareció en la portada del calendario de Maxim. Sus campañas incluyen Gillette Venus, Olay, Nike, auriculares Skullcandy, Gap Factory, XOXO, UGG Australia, Rock and Republic, Billabong, Beach Bunny Swimwear (para quien también fue una corresponsal de la semana de la moda) y Nine West Fashion Targets Breast Cancer. También ha sido anfitriona, invitada recurrente y colaboradora en Eǃ, TMZ, MTV, FUSE/MSG y Extra con Mario Lopez, y además ha aparecido en America's Next Top Model y Watch What Happens Live. En primavera de 2013 fue anfitriona del espectáculo de competición del reality show Model Employee en VH1.
Teigen apareció en Sports Illustrated Swimsuit Issue en 2010 y fue nombrada "Rookie del Año". Su amiga y compañera modelo Brooklyn Decker la había presentado a las personas en Sports Illustrated para lanzarle. Ella también es parte de las publicaciones de 2011, 2012, 2013 y 2014 de Sports Illustrated Swimsuit. En 2014 apareció en la 50.ª portada de aniversario de Sports Illustrated Swimsuit Issue con Nina Agdal y Lily Aldridge.
Además de Sports Illustrated, Teigen ha aparecido en la portada de revista de Paseo del Océano, Cosmopolitan y en editoriales italianas como Vogue, Esquire, Glamour, Galore y Cosmopolitan.
Otros proyectos de lado incluyen diseñar una colección de trajes de baño con el diseñador DiNeila Brasil (el cual debutó en la Semana de la Moda Mercedes-Benz en Miami en el verano de 2011) y apareció como presentadora en el 2011 en el videojuego de EA Sports Need for Speed:The Run
Cuando no trabaja en el mundo del modelaje Teigen es cocinera y escritora. Es la autora del blog sodelushious.com y disfruta expandiendo su conocimiento sobre los alimentos mientras viaja por el mundo. En febrero de 2013 presenta un programa especial en Cooking Channel, titulado Chrissy Teigen tiene hambre, detallando su cata del menú de la boda con su entonces prometido John Legend. Teigen recientemente filmó un especial, también para Cooking Channel, titulado Galletas y Cócteles.
En 2012 Teigen fue nombrada por Spike TV como "Nuestra Novia Nueva". En 2013 Teigen apareció en el videoclip de John Legend "All of Me", el cual se inspiraba en su relación.
En abril de 2014 Teigen apareció en Inside Amy Schumer, donde interpreta a una consejera de relaciones. Teigen aparece como juez en el programa de cocina Snack-Off, de MTV2.
En enero de 2015 Teigen apareció como estrella invitada en El Proyecto Mindy, interpretando a la novia del hombre con quien Mindy había perdido la virginidad.
En abril de 2015 Chrissy se convirtió en copresentadora del programa Lip Sync Battle de Spike TV al lado de LL Cool J.
Teigen también presentó los Premios de Música Billboard junto a Ludacris. Es la estilista alimentaria en el programa de estilo de vida de Tyra Banks, FABLife.
En febrero de 2016 Teigen publicó su recetario Cravings.

## Vida personal
Teigen se casó con el músico John Legend el 14 de septiembre de 2013; su boda tuvo lugar en el Lago di Como, Italia. La pareja se comprometió en diciembre de 2011, después de salir durante cuatro años y habiéndose conocido en el set de rodaje del videoclip "Stereo" en 2007. La canción "All of Me" fue escrita para ella.
El 12 de octubre de 2015 Teigen anunció que ella y Legend esperaban su primer hijo, una niña que fue concebida a través de fecundación in vitro. La niña se llama Luna Simone Stephens y nació el 14 de abril de 2016. El 21 de noviembre de 2017, Teigen y Legend anunciaron que estaban esperando su segundo hijo. El 16 de mayo de 2018, la modelo dio a luz al segundo hijo de la pareja, Miles Theodore Stephens. En agosto de 2020 se hizo público que la pareja estaba esperando su tercer hijo. Sin embargo, un mes después, en septiembre de 2020, Teigen publicó que había perdido al que hubiera sido su tercer hijo a los 5 meses de gestación. También declaró que el niño se habría llamado Jack. Dos años después hizo público que su aborto había sido inducido por el riesgo que el embarazo presentaba para su vida.
En agosto de 2022 anunció que volvía a estar embarazada. En enero de 2023 le dieron la bienvenida a su tercera hija, Esti Maxine. En junio del 2023, 5 meses después de la llegada de su tercera hija, le dieron la bienvenida a su cuarto hijo a través de un vientre de alquiler, Wren Alexander Stephens.

## Filmografía
| Film and television roles | Film and television roles                   | Film and television roles     | Film and television roles            |
| Año                       | Título                                      | Posición                      | Detalles                             |
| ------------------------- | ------------------------------------------- | ----------------------------- | ------------------------------------ |
| 2007–2008                 | Deal or No Deal                             | Modelo #12 (modelo sustituto) | 8 episodios                          |
| 2011                      | Cookies & Cocktails                         |                               | Programa de Cooking Channel          |
| 2012–2015                 | America's Next Top Model                    | Adjudicadora                  | 2 episodios                          |
| 2013                      | Model Employee                              | Presentadora                  | 8 episodios                          |
| 2013–2014                 | The View                                    | Herself / Guest Co-Hostess    | 2 episodios                          |
| 2014                      | Inside Amy Schumer                          | Herself                       | 1 episodio                           |
| 2014                      | Snack Off                                   | Adjudicadora                  | 18 episodios                         |
| 2014                      | Ridiculousness                              |                               | 1 episodio                           |
| 2015–2016                 | FABLife                                     | Presentadora                  | 179 episodios                        |
| 2015–2018                 | Lip Sync Battle                             | Presentadora                  | 81 episodios                         |
| 2015                      | The Mindy Project                           | Grace                         | 1 episodio                           |
| 2016                      | The Toycracker: A Mini-Musical Spectacular  | Nutcracker                    | Película de televisión               |
| 2017                      | Double Dutchess: Seeing Double              |                               | 1 episodio                           |
| 2018                      | Hotel Transylvania 3: Summer Vacation       | Crystal                       | Voz                                  |
| 2018                      | A Legendary Christmas with John and Chrissy | Presentadora                  | Especial de televisión de la Navidad |
| 2023                      | Good Burger 2                               | Ella misma                    | Cameo                                |

### Videos de música
| Año  | Canción       | Artista     | Detalles |
| ---- | ------------- | ----------- | -------- |
| 2007 | "Stereo"      | John Legend |          |
| 2013 | "All of Me"   | John Legend |          |
| 2016 | "Love Me Now" | John Legend |          |
| 2016 | "M.I.L.F.$"   | Fergie      |          |

### Videojuegos
| Año  | Título                  | Posición    | Detalles |
| ---- | ----------------------- | ----------- | -------- |
| 2011 | Need for Speed: The Run | Nikki Blake | Voz      |